# تشهاربست باغ
تشهاربست باغ (بالفارسية: چهاربست باغ) هي قرية تقع في قسم بالابند الريفي في إيران. يقدر عدد سكانها بـ 979 نسمة بحسب إحصاء 2016.